# Drumlažno
Drumlažno este o localitate din comuna Slovenska Bistrica, Slovenia, cu o populație de 15 locuitori.